# De Dion-Bouton Type FE
Der De Dion-Bouton Type FE ist ein Pkw-Modell aus den 1910er Jahren. Hersteller war De Dion-Bouton aus Frankreich.

## Beschreibung
Die Zulassung durch die nationale Zulassungsbehörde erfolgte am 16. Juni 1914. Vorgänger war der Type EN.
Der Vierzylindermotor hat 80 mm Bohrung, 140 mm Hub und 2815 cm³ Hubraum. Er war damals in Frankreich mit 18 Cheval fiscal (Steuer-PS) eingestuft. Bei 1500 Umdrehungen in der Minute leistet er 24 bhp. Die Höchstleistung des Motors ist nicht bekannt. Er ist vorne im Fahrgestell montiert und treibt über ein Vierganggetriebe und eine Kardanwelle die Hinterräder an. Der Wasserkühler ist direkt vor dem Motor hinter einem deutlich sichtbaren Kühlergrill.
Die Basis bildet ein Pressstahlrahmen. Der Radstand beträgt 3352 mm und die Spurweite 1350 mm.
Bekannt sind Aufbauten als Tourenwagen.
Das Modell wurde bis 1915 produziert. Bis zum Ende des Ersten Weltkriegs erschien kein Nachfolger.
Type FK und Type FU unterscheiden sich durch eine andere Hinterachse.